# 쿠야흘렉

그린란드 내에서의 쿠야흘렉의 위치

쿠얄레크의 문장

쿠야흘렉(Kujalleq, 정식으로는 Kommune Kujalleq)는 2009년 1월 1일부로 개편된 그린란드의 새 행정구역의 하나로서, 그린란드 최남단에 위치하고 있다. 이전 행정구역의 나녹탈릭(Nanortalik), 나흐삭(Narsaq), 카콕톡(Qaqortoq)를 포함한다. 행정 중심지는 카콕톡이며, 인구는 7,755명(2008년 7월 기준)이다.

## 같이 보기
- 에위스트리뷔그드